# Fernández Salvador
Fernández Salvador ist eine Ortschaft und eine Parroquia rural („ländliches Kirchspiel“) im Kanton Montúfar der ecuadorianischen Provinz Carchi. Die Parroquia besitzt eine Fläche von 32,01 km². Die Einwohnerzahl lag im Jahr 2010 bei 1282.

## Lage
Die Parroquia Fernández Salvador liegt in den Anden im Norden von Ecuador. Das Areal wird über den Río Apaquí zum Río Chota entwässert. Der etwa 2870 m hoch gelegene Hauptort befindet sich 9 km östlich vom Kantonshauptort San Gabriel. Die Fernstraße E35 (Ibarra–Tulcán) führt nördlich an Fernández Salvador vorbei.
Die Parroquia Fernández Salvador grenzt im Norden an die Parroquias Huaca und Mariscal Sucre (beide im Kanton San Pedro de Huaca), im Osten und im Südosten an die Provinz Sucumbíos mit der Parroquia El Playón de San Francisco (Kanton Sucumbíos), im Südwesten an die Parroquia Piartal sowie im Westen an die Parroquias Cristóbal Colón und Chitán de Navarretes.

## Orte und Siedlungen
In der Parroquia gibt es folgende Caseríos: Chitán, El Sigsal, El Sitio, Filo de Carretero, Mata Redonda, San Agustín, San José, San Pedro und Santa Martha.

## Geschichte
Ursprünglich gab es die Orte El Manzano und Cuasmal. Am 26. November 1955 wurde die Parroquia Fernández Salvador gegründet. Namensgeber war Ricardo Fernández Salvador, ein Philanthrop und Humanist.